# جون بومونت
جون بومونت (بالإنجليزية: John Beaumont)‏ هو جندي وسياسي بريطاني، ولد في 1636 في المملكة المتحدة، وتوفي في 3 يوليو 1701. انتخب عضو مجلس النواب في البرلمان البريطاني وانتخب عضو مجلس النواب في البرلمان البريطاني عن دائرة Hastings (UK Parliament constituency) ‏ (1689 – 1695).